# Deropeltis kachovskii
Deropeltis kachovskii es una especie de cucaracha del género Deropeltis, familia Blattidae.

## Distribución
Esta especie se encuentra en Etiopía.